# Naïn
Naïn (Hebreeuws: ניין, Arabisch: نين) ligt circa 20 km zuidwestelijk van het Meer van Genezaret en 7 km zuidwestelijk van de Taborberg, in een bergachtige regio, aan de zuidelijke grens van Galilea naar Samaria.
Naïn wordt in het Nieuwe Testament van de Bijbel vermeld, het stadje geniet vooral bekendheid wegens een van de wonderen van Jezus.
Gedurende de tijd nam Naïn in betekenis af. Op een bepaald moment was het niet meer dan een gehucht, waar slechts enkele families woonden. Aan het eind van de 19e eeuw werd Naïn beschreven als een klein dorp. Naïn wordt tegenwoordig regelmatig door pelgrims en toeristen bezocht.

## Het Bijbelverhaal

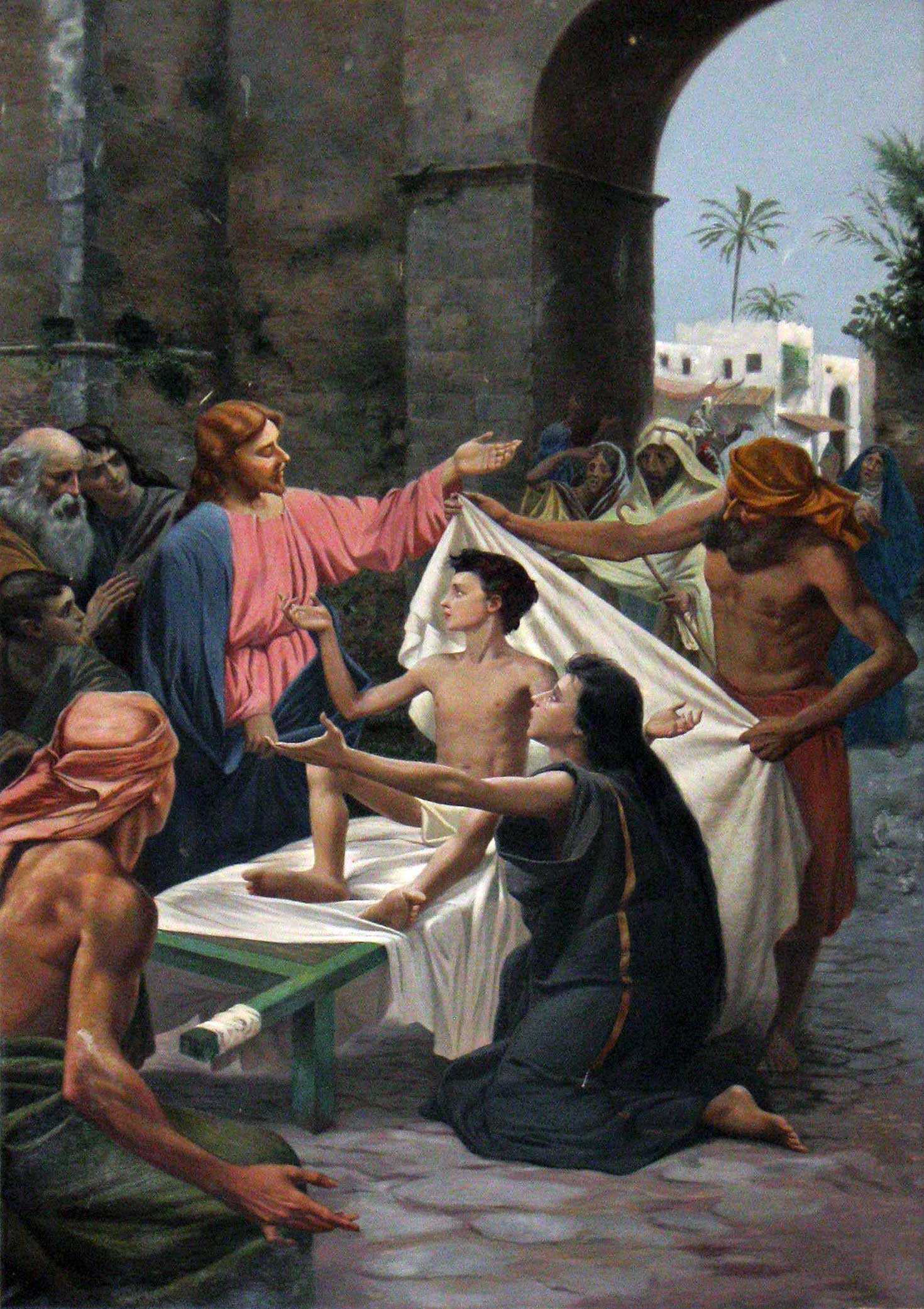
19e-eeuws altaarschilderij in de Kapel van de opwekking van de jongeling van Naïn

Volgens het evangelie van Lucas 7:11-17 ging Jezus samen met de apostelen en een grote mensenschare naar Naïn. Net voor de stadspoort kwam Hij een grote rouwstoet tegen, het betrof de begrafenis van de enige zoon van een weduwe. Jezus kreeg medelijden met de vrouw en beval de dode jongen op te staan. In aanwezigheid van de weduwe en een grote menigte stond de dode jongen op en begon te spreken.
Jezus moet ook via Naïn gereisd hebben, toen Hij volgens het evangelieboek Matteüs, vanuit Nazareth komend, onderweg was naar Kafarnaüm.
In het jaar 1880 bouwden franciscanen hier een kapel ter herinnering aan de opwekking van de jongeling van Naïn.